# Their Law: The Singles 1990–2005
Their Law: The Singles 1990–2005 је колекција синглова британског рејв бенда The Prodigy. Албум је изашао 17. октобра 2005. Мање од недељу дана након изласка албум је доспео на прво место британске листе.
Постоје три различите верзије издања: обичан CD , ограничено издање од два диска, као и DVD.
Двоструки A-страна Voodoo People (Pendulum Remix)/Out of Space (Audio Bullys Remix) изашао је као сингл и доспео на #20 британске листе синглова.

## Списак песама

### CD

#### CD1
1. – 4:42
2. – 5:36
3. – 5:36
4. – 5:02
5. – 5:43
6. – 4:01
7. – 4:12
8. – 3:40
9. – 5:22
10. – 6:19
11. – 3:26
12. – 3:46
13. – 5:09
14. – 5:25
15. – 4:32

#### CD2
1. – 4:00
2. –5:02
3. – 5:07
4. – 3:14
5. – 4:10
6. – 4:54
7. – 3:54
8. – 4:56
9. – 4:16
10. – 5:18
11. – 6:02
12. – 4:11
13. – 5:31
14. – 6:39
15. (Live) – 5:15
16. – 5:21

### 

#### Остали видео
1. 2005)